# 青森市立荒川中学校
青森市立荒川中学校（あおもりしりつ あらかわちゅうがっこう）は、青森県青森市大字金浜字稲田にある公立中学校。なお、本項では、「金浜中学校」の沿革についても、併せて記述する。

## 概要
- 本校は生徒数が少なく、全学年1学級である。2024年度に、3年生が2学級になった。1組2組ではなくA組B組で、特別支援学級のC組D組がある。
- 2011年（平成23年）4月に高田中学校を統合。文化祭は「荒中祭」。
- 付近には「荒川中校外委」なるものが建てた看板が多くあるが、荒川中との関係も不明である。
- また、「颯爽賞」という賞がある。颯爽賞とは、「学業成績が優秀である」「部活動での活躍が顕著である」「生活態度が優秀である」「学校の名誉を高めたものである」に当てはまるものに受賞資格があり、受賞すると賞状、モニュメントが贈られる。選考委員は校長、教頭、教務主任、PTA会長である。

## 沿革
- 1947年（昭和22年）
  - 4月1日 - 荒川村立荒川小学校に、荒川村立荒川中学校を併置し発足。
  - 4月29日 - 開校式挙行。
- 1949年（昭和24年）3月 - 第一期工事竣工（5教室・職員室）。
  - 4月1日 - 金浜中学校を統合。
  - 4月8日 - 校章制定。
  - 12月 - 第二期工事竣工（体操場）。
- 1951年（昭和26年）3月 - 第三期工事竣工（8教室）。
- 1953年（昭和28年）
  - 3月20日 - 校歌制定。
  - 11月8日 - 校旗樹立。
- 1955年（昭和30年）
  - 1月15日 - 荒川村が青森市に合併された事により、青森市立荒川中学校と改称。
  - 4月1日 - 横内中学校の牛館地区を、本校学区に編入。
- 1956年（昭和31年）
  - 6月23日 - 校舎焼失（南側8教室・体操場・当直室）。
  - 12月7日 - 第一期復旧工事完了（6教室・当直室）。
- 1958年（昭和33年）5月12日 - 講堂新築竣工。
- 1966年（昭和41年）12月20日 - 校舎増改築第一期工事完了（教室・職員室・家庭科室）。
- 1967年（昭和42年）
  - 12月16日 - 校舎増改築第二期工事完了（教室・保健室・理科室）。
  - 12月17日 - 落成記念と創立20周年の両記念式典挙行。
- 1968年（昭和43年）7月27日 - 荒川地区プール設置。
- 1969年（昭和44年）8月23日 - 台風9号の大雨による荒川の氾濫により、校舎の床上まで浸水する被害が出た。
- 1972年（昭和47年）
  - 1月21日 - 校舎焼失（南側校舎6教室）。
  - 8月21日 - 南側新校舎竣工。
- 1973年（昭和48年）9月17日 - 中庭・校庭環境整備事業実施（池・花壇新設・校庭土盛等）。
- 1977年（昭和52年）9月17日 - 講堂拡張工事完了（125平方メートル）。
- 1980年（昭和55年）3月29日 - 中庭造園工事完了。
- 1982年（昭和57年）5月6日 - 牛乳給食開始。
- 1993年（平成5年）12月13日 - 視聴覚室・会議室を改築し、コンピュータ室設置。
- 2001年（平成13年） - 現校舎設立。
- 2005年（平成15年）1月 - 颯爽賞第1回授与式。
- 2011年（平成23年）4月 - 高田中学校を統合[1]。

### 金浜中学校の沿革
- 1947年（昭和22年）
  - 4月1日 - 荒川村立金浜小学校校舎に併設する形で、発足。
  - 5月3日 - 開校式挙行。
- 1949年（昭和24年）4月1日 - 荒川中学校に統合され、閉校。

## 生徒数
2024年（令和6年）4月7日現在
| 学年 | 1年 | 2年 | 3年 | 特別支援 (C組・D組) | 合計 |
| ---- | --- | --- | --- | ------------------- | ---- |
| 学級 | 1   | 1   | 2   | (2) (内数)          | 4    |
| 生徒 | 32  | 25  | 43  | (不明)              | 100  |

## 学区
出典
- 八ッ役（字芦谷、字上林）、金浜、大別内、野木、荒川（字柴田、字筒井、字松尾、字寒水沢、字品川、字南荒川山国有林酸ヶ湯沢、字横倉、字南荒川山、字成瀬の一部、字藤戸の一部）、上野、牛館、第二問屋町3丁目の一部、第二問屋町4丁目、高田、大谷、小館、野沢、小畑沢、入内

## 出身著名人
- 山谷亨 - 映画監督・脚本家・演出家

## 参考資料
- 『新青森市史 別編教育（別巻）年表・学校沿革』（青森市・2000年3月発行）「学校沿革 （二）中学校」238頁～239頁「荒川中学校 変遷」（金浜中学校の沿革に関する出典も同じ）